# NGC 1300
NGC 1300 é uma galáxia espiral barrada (SBb) na direção da constelação de Eridanus. Possui uma ascensão reta de 03 horas, 19 minutos e 40.9 segundos e uma declinação de  -19º 24' 40".
A galáxia NGC 1300 foi descoberta por John Herschel em 1835.
Esta galáxia é uma das muitas do Aglomerado Eridanus.